# تفریح تا سرحد مرگ
سرگرم تا سرحد مرگ (به انگلیسی: Amused to Death) آلبومی مفهومی،و سومین آلبوم انفرادی راجر واترز عضو سابق گروه موسیقی پینک فلوید است که در سال ۱۹۹۲ منتشر شد.
نام آلبوم از کتاب نیل پستمن بنام Amusing ourselves to death الهام گرفته شده است.

## آهنگ‌ها
1. شعاری از بیل هابارد
2. چیزی که خدا میخواهد، قسمت ۱
3. حس کامل، قسمت ۱
4. حس کامل، قسمت ۲
5. رشادت دور از تیررس بودن
6. دیر آمدن به خانه امشب، قسمت ۱
7. دیر آمدن به خانه امشب، قسمت ۲
8. طناب زیادی
9. چیزی که خدا میخواهد، قسمت ۲
10. چیزی که خدا میخواهد، قسمت ۳
11. تماشای تلویزیون
12. سه آرزو
13. این یک مجزه است
14. تفریح تا سرحد مرگ